# Michał Konstantynowicz Sumorok
Michał Konstantynowicz Sumorok herbu Ostoja – sędzia ziemski kowieński w latach 1599–1603, pisarz ziemski kowieński w latach 1580–1599.
W 1589 roku był sygnatariuszem ratyfikacji traktatu bytomsko-będzińskiego na sejmie pacyfikacyjnym.